# Yoshio Sakamoto
Pour les articles homonymes, voir Sakamoto.
Yoshio Sakamoto (坂本 賀勇, Sakamoto Yoshio, né le 23 juillet 1959) est un créateur de jeu vidéo japonais travaillant pour la société Nintendo.
Intégré dès ses débuts à l'unité Nintendo R&D1, il devient au fil des années l'une des figures majeures de cette division. Lors de sa dissolution en 2003, Sakamoto est intégré à Nintendo SPD. À partir de 2005, il devient producteur puis manager général de Nintendo SPD. 
Il a travaillé comme scénariste, créateur, directeur ou producteur sur de nombreux jeux. Il est surtout connu pour être l'un des principaux créateurs de la série Metroid.

## Carrière
Né le 23 juillet 1959, Sakamoto se souvient avoir beaucoup joué avec les jouets Nintendo dans son enfance, qui ont souvent attisé sa curiosité. En 1982, il sort de l'université et est embauché chez Nintendo. Durant ses jeunes années, il est très impressionné par les films d'angoisse du cinéaste italien Dario Argento comme Les Frissons de l'angoisse ou Suspiria qui constitueront pour lui une source d'inspiration.
Il est intégré à l'unité Nintendo R&D1 dirigé par Gunpei Yokoi. Son premier travail consiste en la création de décors sur le jeu Donkey Kong de la série Multiscreen des Game & Watch. Il est ensuite appelé ponctuellement par Shigeru Miyamoto dans son équipe pour travailler sur Donkey Kong Jr. sur arcade avant de revenir dans le Nintendo R&D1.
Le premier jeu qu'il imagine est Wrecking Crew, un jeu de plate-forme/réflexion qui sort en 1984 sur arcade puis l'année suivante sur NES. Il travaille ensuite en tant que designer sur Balloon Fight et le jeu de tir au pistolet Gumshoe. En 1986, sur une idée originale de Yokoi, il dirige le développement de Metroid, un jeu d'action-aventure futuriste. Il travaille avec des créateurs qui deviendront des collaborateurs proches et réguliers comme le producteur Gunpei Yokoi, les directeurs de créations Satoru Okada, Makoto Kanoh ou le compositeur Hirokazu Tanaka. Le jeu rencontre le succès et Sakamoto gardera un œil attentif sur le développement des épisodes suivants de la série. Il travaille sur Kid Icarus avec sensiblement ces mêmes collègues puis dirige la création des jeux d'aventure Famicom Tantei Club: Kieta Kōkeisha et sa suite Famicom Tantei Club Part II: Ushiro ni Tatsu Shōjo sur Famicom Disk System. En 2010, il considère ce dernier comme son premier hommage aux films de Dario Argento. Il scénarise ensuite Kaeru no Tame ni Kane wa Naru, un jeu de rôle/aventure sur Game Boy dirigé par Toru Osawa et produit par Makoto Kanoh.
Il ne participe pas à la création de l'épisode Metroid II: Return of Samus (1991) sur Game Boy, mais il est très impressionné par la dernière scène du jeu qui voit Samus épargner un Metroid nouveau-né et l'emmener dans son vaisseau. Ce contre-pied scénaristique l'inspire et le motive pour la création d'une suite. Intitulée Super Metroid, elle sort sur Super Nintendo en 1994 grâce au producteur Yokoi. En 2002 la série Metroid fait un nouveau départ en 3D intégrale sur GameCube avec Metroid Prime. Sakamoto ne participe pas à ce projet qui est confié au studio américain Retro Studios mais dirige de son côté la création de Metroid: Fusion, un épisode en 2D sur Game Boy Advance qui sort en même temps que l'épisode de salon. En 2004 il dirige le développement de Metroid: Zero Mission, un remake du premier épisode.
Ensuite, il supervise et produit plusieurs épisodes de la nouvelle licence WarioWare, une série de party game se déroulant dans l'univers extravagant de Wario. Récemment il a produit le jeu Tomodachi Collection sur Nintendo DS, une simulation de vie utilisant les avatars Mii de la console de salon Wii. Le jeu connait un énorme succès au Japon, où il a constitué la quatrième meilleure vente de jeu vidéo sur ce territoire en 2009 avec un peu plus de 2,3 millions d'unités vendues. Il y a peu, il a monté le projet d'un nouveau Metroid sur Wii. Mais comme son équipe est réduite et n'a que peu d'expérience en 3D, il a préféré faire appel au développeur externe Team Ninja. Sakamoto a imaginé le concept original pour ce Metroid: Other M et suit le projet avec son équipe.

## Travaux
- 1982 : Donkey Kong (Game & Watch Multiscreen), décors[2]
- 1983 : Donkey Kong Jr., décors[2]
- 1984 : Wrecking Crew, design[2]
- 1984 : Balloon Fight[2]
- 1985 : Gumshoe, design[2]
- 1986 : Metroid, directeur[8]
- 1986 : Kid Icarus, game design[9]
- 1988 : Famicom Tantei Club: Kieta Kōkeisha, scénariste, directeur
- 1989 : Famicom Tantei Club Part II: Ushiro ni Tatsu Shōjo, scénariste, directeur
- 1990 : Balloon Kid, directeur[10]
- 1992 : Kaeru no Tame ni Kane wa Naru, scénariste[11]
- 1992 : X (en), directeur[12]
- 1994 : Super Metroid, directeur[13]
- 1995 : Teleroboxer, directeur[14]
- 1998 : Famicom Tantei Club Part II: Ushiro ni Tatsu Shōjo (remake), directeur
- 2000 : Trade & Battle: Card Hero (en), directeur[15]
- 2001 : Wario Land 4, superviseur[16]
- 2002 : Metroid: Fusion, directeur en chef[17]
- 2002 : Balloon Fight (remake sur Game Boy Advance), superviseur[18]
- 2004 : Metroid: Zero Mission (remake de Metroid), directeur[19]
- 2004 : WarioWare, Inc. : Mega Mini-Jeux, superviseur[20]
- 2005 : WarioWare: Touched!, producteur[21]
- 2006 : WarioWare: Smooth Moves, producteur[22]
- 2006 : Rhythm Tengoku, producteur[23]
- 2007 : Picross DS, superviseur[24]
- 2007 : Kousoku Card Battle: Card Hero (en), producteur
- 2008 : Rhythm Paradise, producteur
- 2009 : Tomodachi Collection (en), producteur[25]
- 2010 : Metroid: Other M, producteur
- 2017 : Metroid: Samus Returns, producteur
- 2021 : Metroid Dread, producteur
- 2024 : Emio l'homme au sourire Famicom Detective Club : producteur